# Зайсановская культура
Зайсановская культура — археологическая культура позднего неолита (3-2 тыс. до н. э.) на территории Приморского края России и соседних территорий Китая и Кореи.
Использовать термин зайсановская культура для ряда памятников позднего неолита (Зайсановка, Мустанг, Олений-1, -2, -3, Рудная Пристань (средний слой), Синий Гай-1) предложил в конце 1950 годов Г. И. Андреев. Выделена А. П. Окладниковым и Г. И. Андреевым в 1957—1959 годах по поселениям Гладкая-1 и Зайсановка в Хасанском районе. На территории Приморского края зайсановская культура прослеживается на севере до озера Благодатное в Тернейском районе. На Корейском полуострове зайсановской культуре соответствует культура Гунсан.
Происхождение зайсановской культуры связано с более западными культурами неолита, где широко представлены орнаментальные традиции. Для зайсановцев характерна лепная керамика баночной формы с валиком под венчиком, с прочерченным орнаментом (вертикальные зигзаги, дуги и спирали, вписанные друг в друга, заштрихованные треугольники) и из оттисков гребенчатого штампа. В зайсановском инвентаре отмечены рубящие орудия с симметричным и асимметричным сечением, шлифованные наконечники стрел из сланца, галечные грузила, шлифованные односторонне выпуклые тёсла. Для производства ретушированных орудий использовалось качественное сырьё, в том числе пектусанский обсидиан, из которого были сделаны скребки, проколки, двусторонне обработанные наконечники стрел, ножевидные пластины, шиферные ножи и наконечники, треугольные ножи со скошенным лезвием.
Наследие зайсановской культуры прослеживается в ахобинской группе лидовской культуры бронзового века и других.